# Government of India Act de 1935
Le Government of India Act 1935 est une loi adoptée par le Parlement du Royaume-Uni à propos de l'administration du Raj britannique en août 1935. Elle est l'aboutissement de la commission Simon de 1927-1928 et des trois Round Table Conference qui visent à discuter des réformes constitutionnelles en Inde britannique avec les partisans de l'indépendance indienne du Congrès national indien et du mouvement pour le Pakistan pour la Ligue musulmane entre 1930 à 1932. 
L'acte vise à mettre un terme au système de diarchie et à introduire une Fédération pour l'Inde. Celle-ci ne put toutefois jamais être mise en place car trop peu d’États princiers y ont adhéré. Il échoue de plus à rencontrer l'approbation des représentants indiens et musulmans.